# Клаудемір де Соуза
Клаудемір де Соуза (порт. Claudemir de Souza, нар. 27 березня 1988, Макаубас) — бразильський футболіст, півзахисник бельгійського клубу «Брюгге». Дворазовий чемпіон Данії у складі «Копенгагена».

## Ігрова кар'єра
У дорослому футболі дебютував 2007 року виступами за команду клубу «Сан Карлос», в якій провів один рік.
Своєю грою за цю команду привернув увагу представників тренерського штабу нідерландського клубу «Вітесс», до складу якого приєднався 2008 року. Відіграв за команду з Арнема наступні два сезони своєї ігрової кар'єри. Більшість часу, проведеного у складі «Вітесса», був основним гравцем команди.
До складу данського клубу «Копенгаген» приєднався 2010 року. Відіграв за команду з Копенгагена 141 матч в національному чемпіонаті. У січні 2015 року уклав контракт з бельгійським «Брюгге».

## Титули і досягнення
- Чемпіон Данії (2):

«Копенгаген»:  2010–11, 2012–13
- Володар Кубка Данії (1):

«Копенгаген»:  2011–12
- Чемпіон Бельгії (1):

«Брюгге»:  2015–16
- Володар Кубка Бельгії (1):

«Брюгге»:  2014–15
- Володар Суперкубка Бельгії (1):

«Брюгге»:  2016